# 淡路ジェノバライン

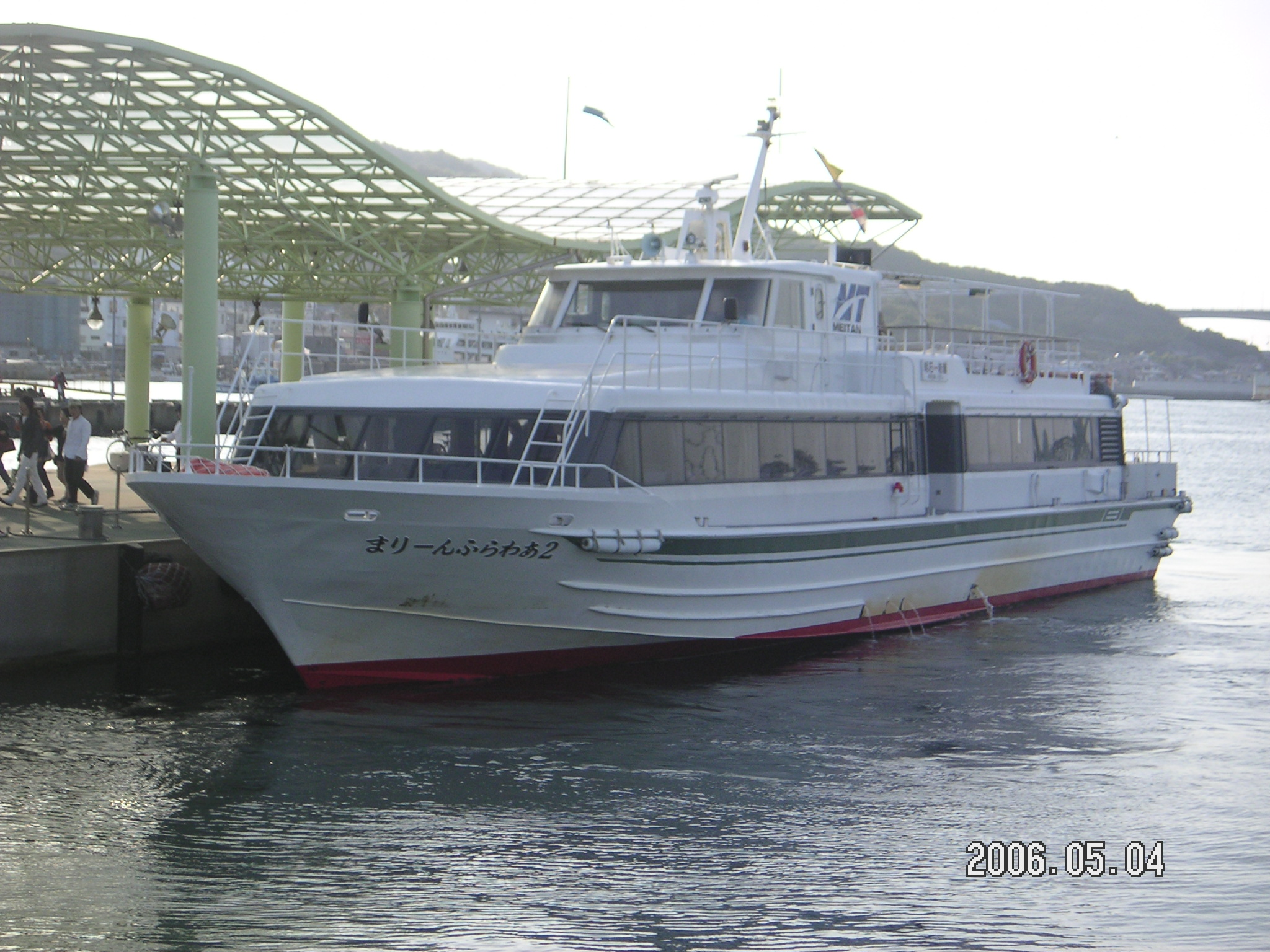
「まりーんふらわあ2」 - 岩屋港（明淡高速船時代の2006年5月撮影）

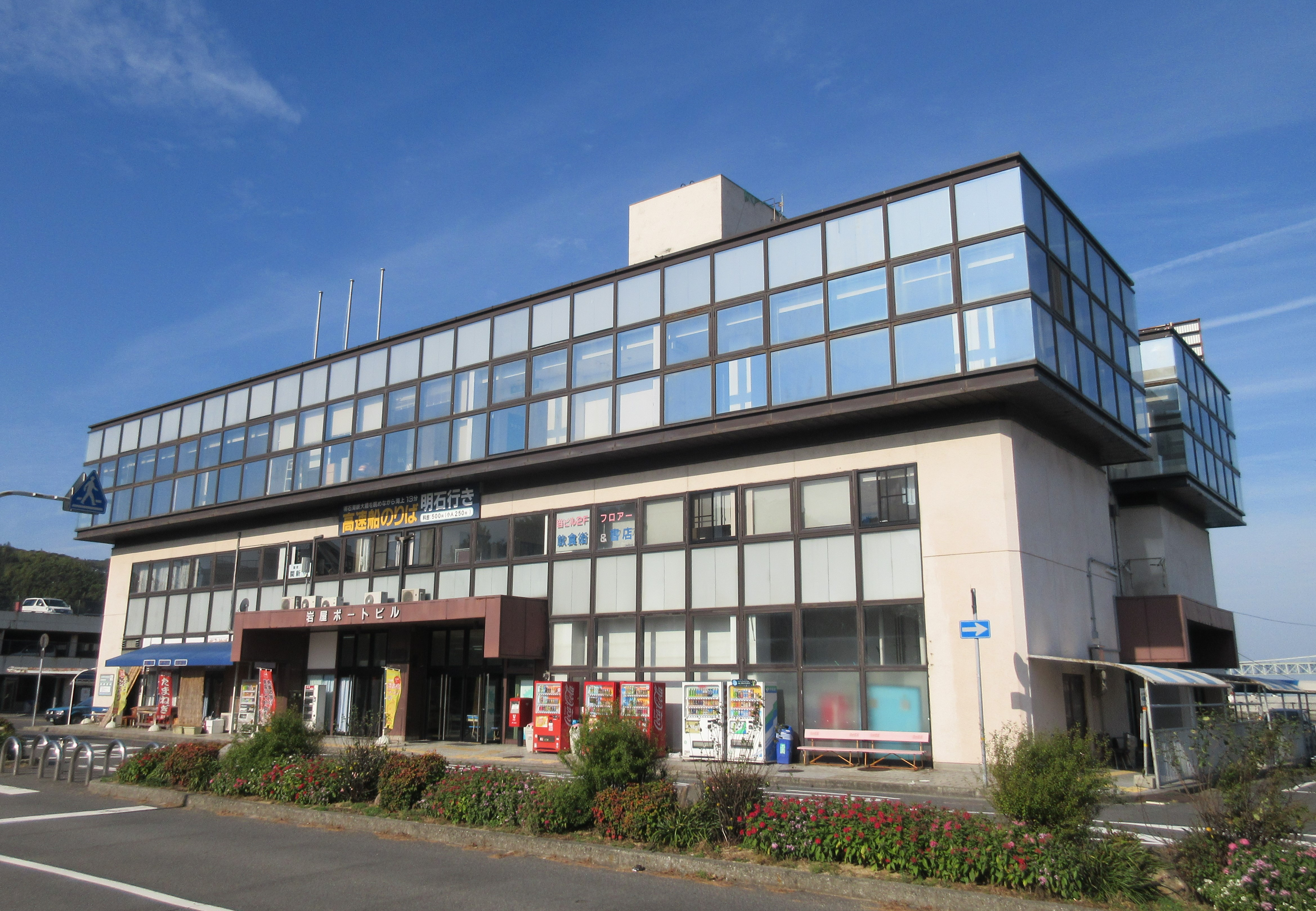
本社が入居する岩屋ポートビル

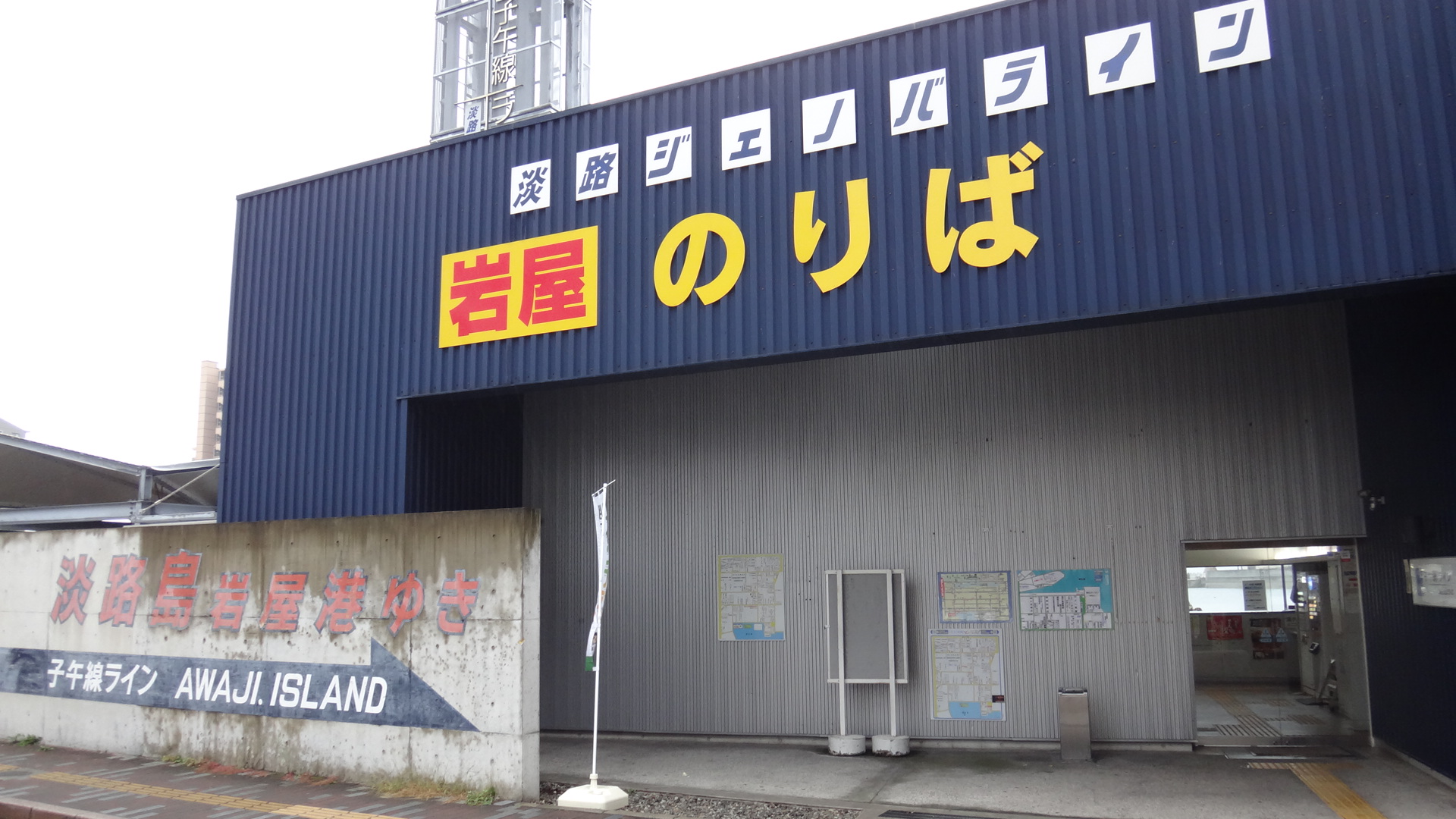
明石港乗り場

淡路ジェノバライン（あわじジェノバライン）は、兵庫県淡路市の岩屋港と明石市の明石港を結ぶ航路の運航や、期間限定にて神戸港沖・明石海峡を周遊する航路をもつ旅客船海運会社である。なお、2008年5月18日までは淡路市・富島港と明石港との航路の運航を行っていたが現在は休止している。

## 概要
- 2001年11月 : 富島港 - 明石港の航路を運航していた株式会社西淡路ラインが明石海峡大橋開通による影響などにより撤退したため、大阪市に本社を置く下着・宝飾販売業の株式会社ジェノバが新たに子会社を設立した上で西淡路ラインの航路・待合所などの施設・従業員を引き継ぎ、2002年4月8日に運航を再開した。船舶は従前より小型のものを新たに購入し運航している。
- 2006年11月30日 : 経営難のため同年末での運航休止を発表していた明淡高速船（子午線ライン、明石港 - 岩屋港）の航路を2007年1月1日付で引き継いでいる。
- 2007年4月以降 : 本土-淡路島を結ぶ唯一の旅客船となる（フェリーを含めても明石淡路フェリー（通称：たこフェリー）と2会社のみとなる）。
- 2007年10月1日 : 昨今の原油価格高騰のあおりを受け、富島航路での運賃が値上げされた。
- 2007年12月1日 : それまでの1日11往復から1日8往復に減便されたが更なる原油価格高騰と利用客の減少で2008年3月29日、富島航路を同年5月18日を以って、運航休止とすることを発表した。
- 2008年5月19日、富島航路が休止となる[1]。代替輸送については明石〜岩屋航路と淡路交通の西浦線を利用する方法での連絡券を発売している[2]。2014年2月以降は淡路交通西浦線の部分廃止に伴い連絡券の発売を終了し、岩屋- 富島間は淡路市北部・南部生活観光バス路線を利用することになるが、当バスとは連絡券を発売していない。
- 2008年8月1日 : さらに原油価格が高騰を続け、そのあおりで岩屋-明石航路が大人で50円値上げされた[3][注釈 1]。
- 2009年4月1日 : 並行して運航している明石淡路フェリーが深夜便の運航を廃止したことで岩屋地区への深夜時間帯での帰宅が困難となったことを受けて、淡路市からの要請で22時・23時台にもそれぞれ1往復の運航を始める[4]。
- 2010年11月15日 : 同日の運航をもって明石淡路フェリー航路が休止となり、この休止を受けて11月16日から5時台の早朝便（月曜日から金曜日のみ）を増発した[5]。
- 2010年12月24日 : 明石淡路フェリーの筆頭株主だったツネイシホールディングスから全保有株式を譲り受けることが決まった[6]。
  - 当初、2011年3月をめどにフェリー運航の再開を目指すとしていた[7]。
- 2011年10月20日 : 明石淡路フェリーの代替としてバイク（排気量125cc以下）・自転車・旅客を対象とした小型フェリーの導入・運航を明石市・淡路市の協議にて調整していると報道があったが[8]、2011年10月24日には、淡路市の門康彦市長と明石市の泉房穂市長の会談により、小型フェリーによる運航再開計画は事実上撤回された[9]。
- 2014年1月 : 神戸市で行われた「明石海峡海上交通に関する協議会」において、2015年夏を目途に明石 - 岩屋航路に125cc以下の二輪車・自転車を輸送できる100トン級の高速旅客船を就航させることで関連自治体が合意[10]、新しい旅客船は淡路市によるプロポーザル入札によりツネイシクラフト&ファシリティーズが4億7520万円で受注し[11]、運航業務は2015年7月1日から5年間の予定で淡路ジェノバラインに委託することになっている[12]。その後、新造船「まりん・あわじ」が8月2日(岩屋港14時出航)より就航、125cc以下の二輪車の航送は明石港浮桟橋完成後の9月23日から開始した[13]。

高速舞子〜岩屋ポート間の海峡シャトルバスと明石淡路フェリーが運行休止となった現在では、本州と淡路島の岩屋地区との間の公共交通は、この高速船と高速バス北淡路西海岸ライン（本四海峡バス・神姫バス）のみである。ちなみに、岩屋地区から北淡路西海岸ライン以外の近隣の高速バス停留所である岩屋中学校前・淡路ICまでは大きく離れている。
明石海峡大橋が自動車専用道路であるため、自転車による淡路島一周（通称アワイチ）のアクセス方法の主要な手段である。

## 運航航路

### 定期航路
- 岩屋港 - 明石港
  - 所要時間 : 約13分
  - 運賃 :  大人600円、小人300円、自転車280円、小型自動二輪550円 [注釈 2]
  - スルッとKANSAI 3dayチケットのクーポン使用で運賃の割引 : 大人550円
  - 支払いは自動券売機にて現金での購入のほか、窓口開設時間帯（9:00〜17:00・昼休みを除く）に電子マネーのiD・楽天Edy・WAON・nanacoが利用できる。[注釈 3]
  - 運航間隔 : 20分〜80分毎
  - 始発便 : 5時台（土曜日と日曜日と祝日は6時台）
  - 最終便 : 23時台（終夜運航は実施していない。）

#### 休止中航路
- 洲本港 - 泉州港（関西空港ポートターミナル）
  - グループ会社の淡路関空ラインが運航。
  - 所要時間 : 65分
  - 運航 : 1日5往復
  - 「まりーんふらわあ2」「ジェノバⅠ」が就航する。
  - 2017年7月9日運航開始、2018年7月14日以降休航中。

- 富島港 - 明石港
  - 所要時間 : 約20分
  - 運賃 : 大人700円、小人350円
  - 2008年5月18日以降休航中。
  - 休止後の富島〜明石間の連絡乗船・乗車券運賃 : 大人950円、小人・障害者430円（2014年1月31日で終了）

### 周遊航路（クルーズ）
各コースとも期間限定での運航である。2008年度は7月19日から10月19日までの土曜日・日曜日・祝日に運航。
- 神戸ぶらっと遊覧クルーズ
  - 明石港15:20 →（明石海峡）→ 神戸空港沖 → 明石港
  - 運賃 : 大人（中学生以上）1,500円、65歳以上1,200円、小学生・幼児700円（ただし大人1人につき幼児1人は無料）、障害者は半額
  - 所要時間 : 1時間40分
  - 就航船 : 大型船「まりーんふらわあ2」（定員235人）

- ナイトクルーズ
  - 明石港 18:30 →（明石海峡）→ 神戸空港沖 → 明石港
  - 運賃 : 大人（中学生以上）2,000円、65歳以上1,600円、小学生・幼児1,000円（ただし大人1人につき幼児1人は無料）、障害者は半額
  - 出航は土曜日のみ
  - 所要時間 : 1時間40分
  - 就航船 : 大型船「まりーんふらわあ2」（定員235人）

この他にも日曜日・祝日に明石港を13時発、1日1隻限定で貸切することもできる。（150,000円）
2014年度は7月から、淡路島を1周し小豆島を立ち寄る1泊2日のツアー「ぐる～っと島めぐり瀬戸内海クルーズの旅」を実施。船舶を活用した新たなツアー企画で、交流人口の拡大と地域活性化を図る「兵庫県ツアー造成促進事業」の一つ。明石港発着の行程243kmを、「ジェノバⅠ」（19トン）で津名港、洲本港、福良港、富島港、坂手港を訪れる。2015年度は淡路花博開催に合わせて「船でいく淡路花博2015」を実施。船舶とバスを利用し、開催地３ヶ所をめぐるツアーを企画した。なおこれらの企画は明石市の旅行会社「ジェノバ観光事業部」によるもの。
- ぐる～っと島めぐり瀬戸内海クルーズの旅
  - 明石港 →（明石海峡）→ 津名港 → 洲本港 → 福良港 →（鳴門海峡）→　富島港 → 坂手港（小豆島）→ 明石港
  - 料金 : 大人25,000円～、12歳未満は半額
  - 行程は243km
  - 就航船 : 小型船「ジェノバⅠ」(定員63人）

- 船でいく淡路花博2015
  - 明石港 →（明石海峡）→ 翼港 → 花博・淡路会場→ 宿泊施設 → 花博・洲本会場 → 花博・南あわじ会場 → 岩屋港 → 明石港
  - 料金 : 大人24,800円～、12歳未満は半額
  - 就航船 : 小型船「ジェノバⅠ」(定員63人）

- ぐる～っと島めぐり日帰り船旅
  - 明石港 →（明石海峡）→ 翼港 → 津名港 → 洲本港→ 福良港 → 明石港
  - 淡路島1周乗船料 : 大人6,980円、12歳未満は半額
  - 自転車乗船料 : 1台1,480円
  - 就航船 : 小型船「ジェノバⅠ」(定員63人）

- 瀬戸内国際芸術祭 小豆島めぐり
  - 明石港 → 小豆島・オリーブ園・二十四の瞳映画村・寒霞渓・土庄町散策 → 明石港
  - 料金 : 大人8,800円、12歳未満は半額
  - 自転車乗船料 : 1台1,000円
  - 就航船 : 小型船「ジェノバⅠ」(定員63人）

- ぐる～っと淡路島めぐり チケット片手に「日本遺産」一周
  - 明石港 → 交流の翼港 → あわじ花さじき → パルシェ香りの館 → 伊弉諾神宮 → 洲本市 → 福良港 → 明石港
  - 料金 : 大人7,980円、こども3,880円
  - 自転車乗船料 : 1台1,000円
  - 就航船 : 小型船「ジェノバⅠ」(定員63人）

## 企画乗船券

### 現在発売中の企画乗船券
- 花・食巡り1day切符
  - 往復乗船券と淡路市生活観光バス路線(あわ神あわ姫バス)1day切符のセット。
  - 料金 : 大人1,540円、小児770円
  - 明石港窓口で発売。

### かつて発売していた企画乗船券
- 花バスセット券（春・秋期限定）
  - 淡路島北部（淡路夢舞台・淡路花さじき・震災記念公園など）を周遊するバス1日乗車券と高速船の往復乗船券がセットになっている。
  - 料金 : 大人1,800円（大人のみの販売）
  - この企画乗車券は2011年春以降「花バス」の運行が休止となったため販売されていない。

## 就航船

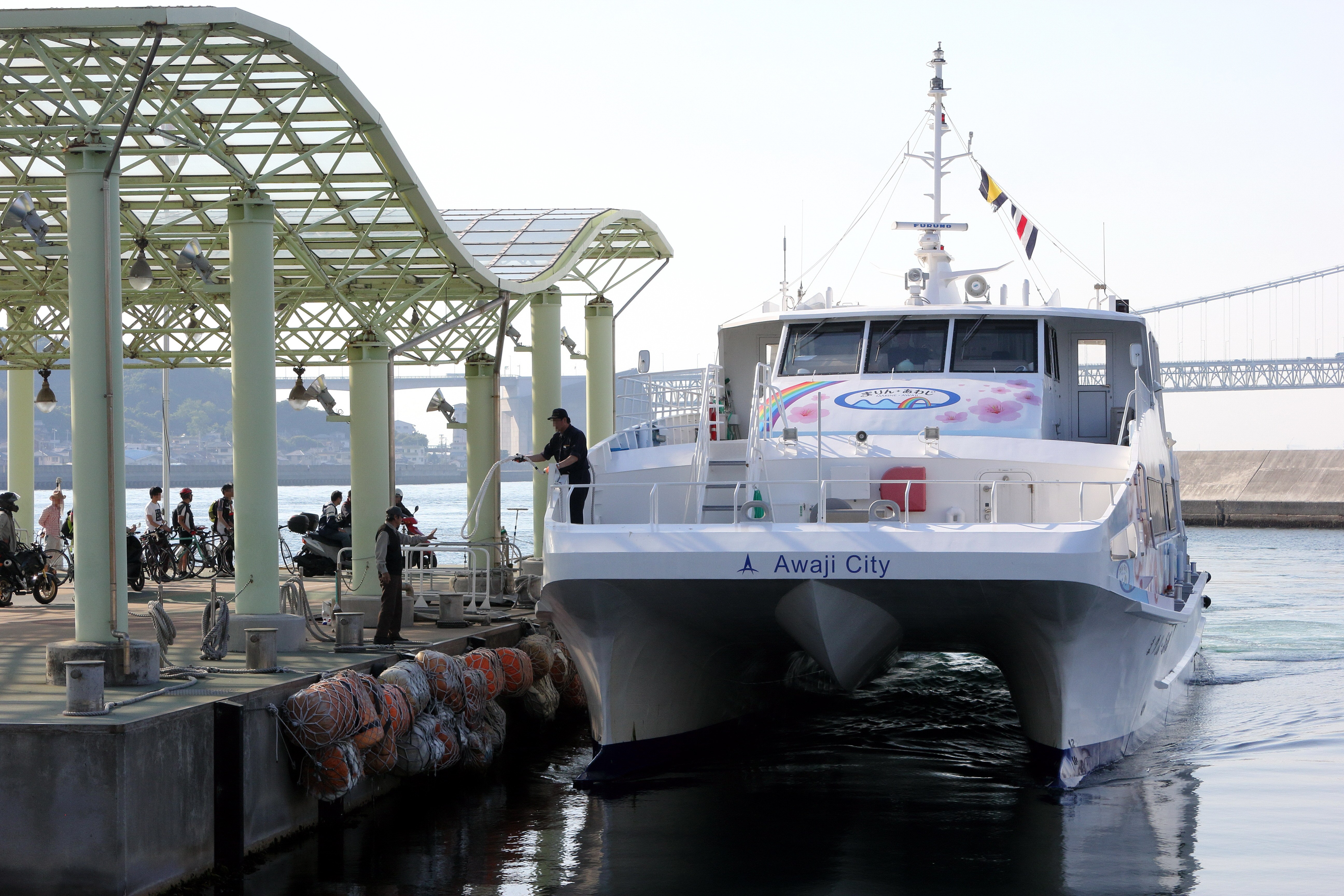
大型船「まりん・あわじ」
自転車・オートバイが乗船のため待機中

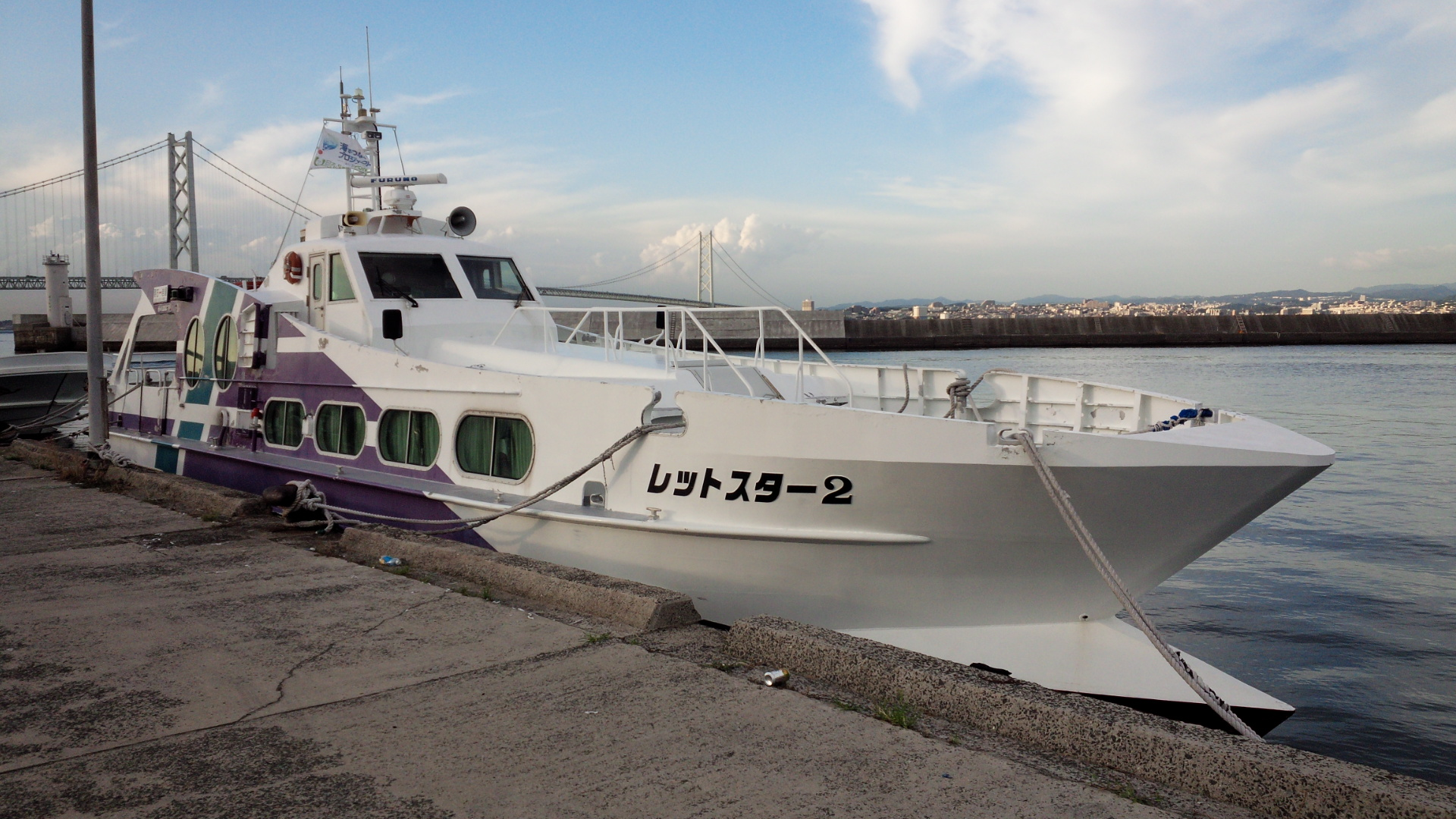
小型船「レットスター２」

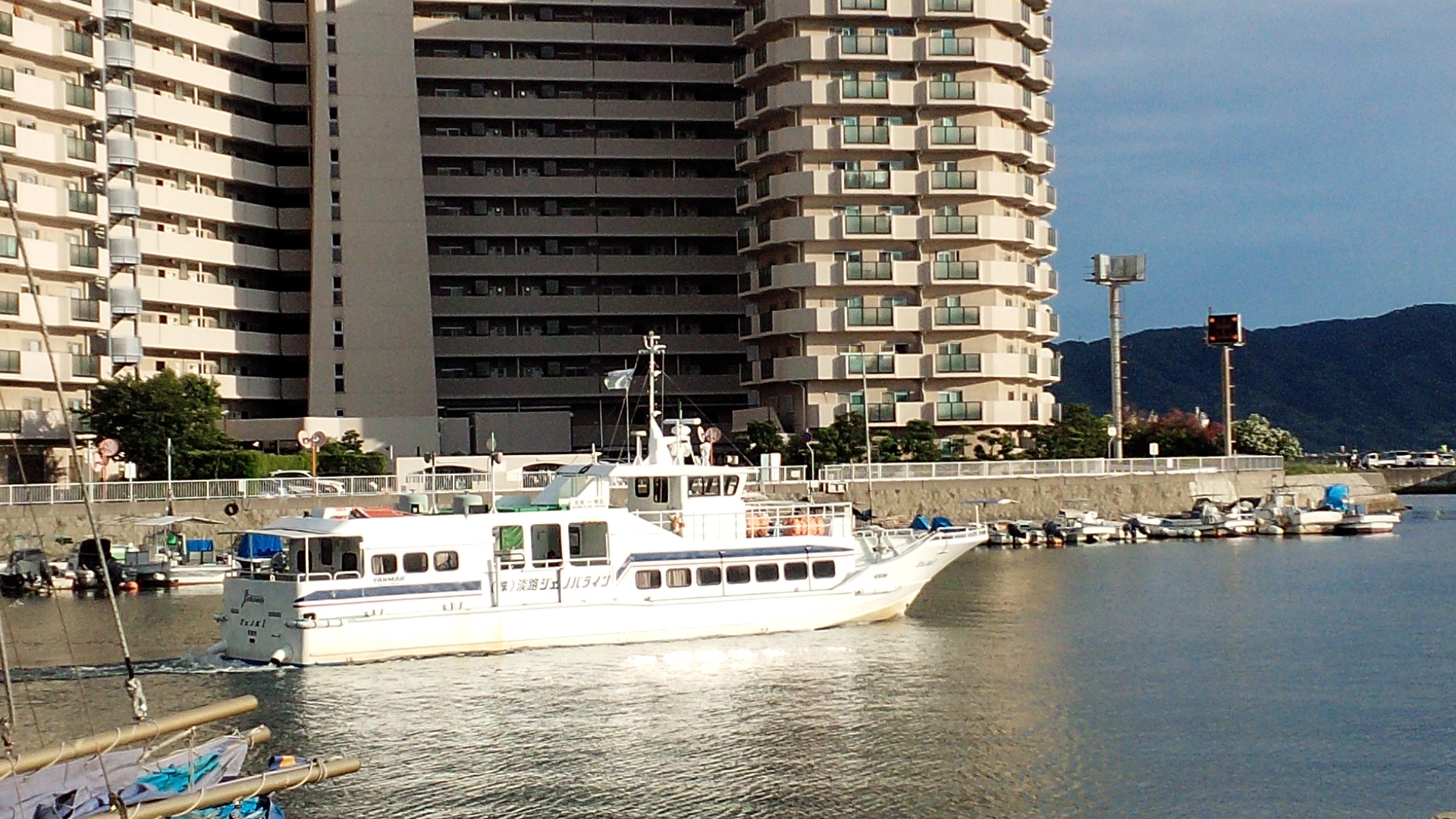
小型船「ジェノバⅠ」

### 大型旅客船
このほか、神戸・関空ベイシャトルの予備船であった「しゃるまん」を傭船したことがある。
- まりーんふらわあ2

1992年4月竣工、瀬戸内クラフト建造（第175番船）、播淡聯絡汽船時代から岩屋－明石航路に就航している。
104総トン、全長31.30m、型幅6.50m、型深さ2.60m、ディーゼル2基、機関出力2,200PS、旅客定員235名
- まりん・あわじ

2015年6月19日進水、2015年8月2日就航ツネイシクラフト&ファシリティーズ建造、淡路市所有（淡路ジェノバラインが指定管理者として運航）。
118総トン、航海速力24ノット、最大速力27ノット、旅客定員180名（うち1階席150名、2階デッキ30名）、船尾部分に自転車20台、125cc以下のミニバイクを8台搭載可能

### 小型旅客船
原則として平日の早朝・夕方以降と土休日の深夜のみの運航である。
- レットスター2

19総トン、旅客定員63名。冬季や波浪時には運航しない。
- ジェノバI

19総トン、旅客定員63名。以前は富島航路を担当していた。

## 接続交通機関
- 明石港
  - 明石駅・山陽明石駅から徒歩約10分

- 岩屋港
  - 淡路市北部・南部生活観光バス路線/岩屋コミバス岩屋ポートターミナルバス停隣接